# Grand torque de Snettisham

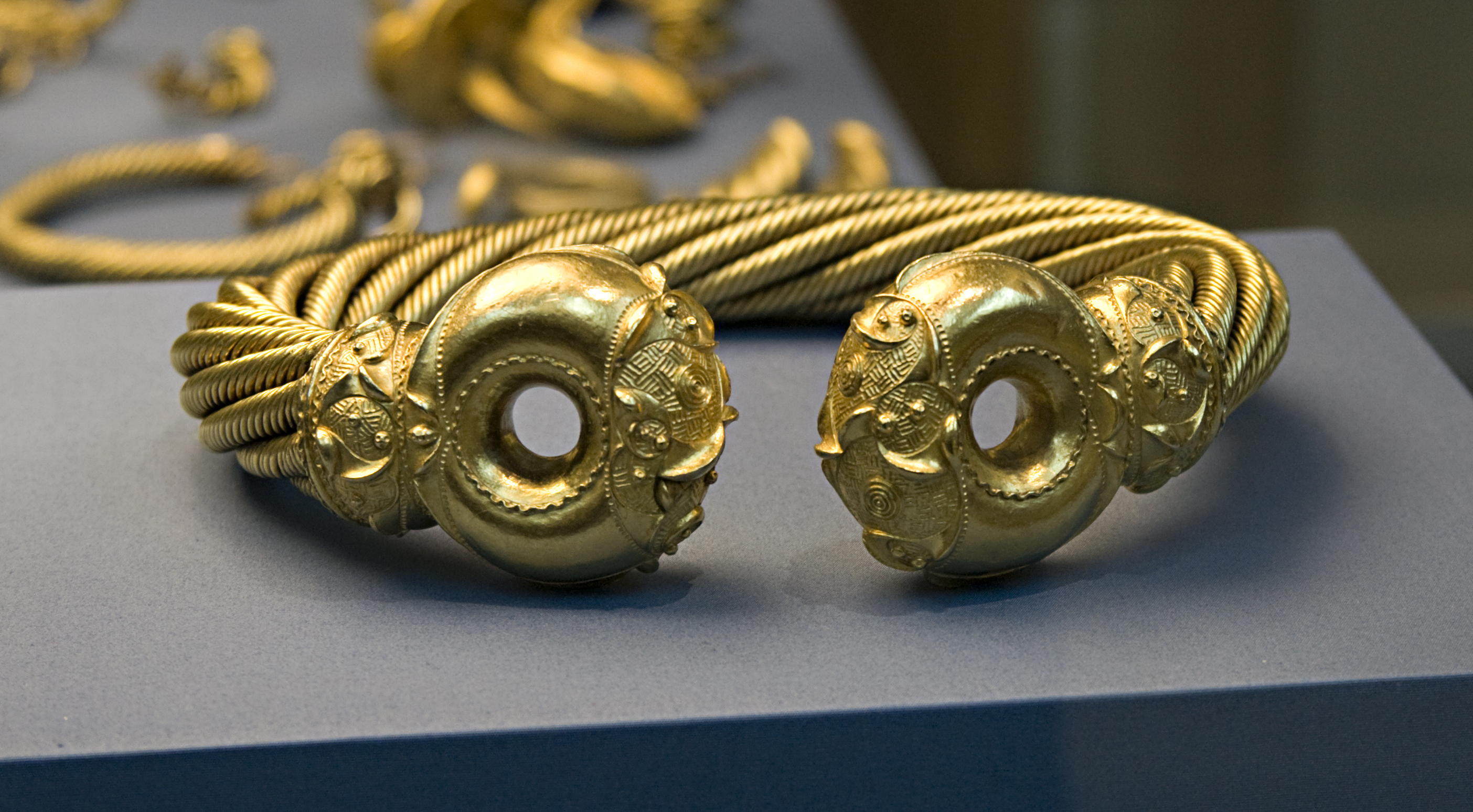
Le grand torque de Snettisham exposé au British Museum.

Le grand torque de Snettisham est un torque constitué d'électrum datant de l'âge du fer. Il fait partie du trésor de Snettisham (en) retrouvé à Snettisham, en Angleterre. Le torque parfaitement intact est remarquable pour son haut niveau de savoir-faire ; il appartient au British Museum.

## Découverte
Le torque a été découvert accidentellement en 1950 par un agriculteur qui cultivait un champ à Ken Hill, près du village de Snettisham,,. Le torque était enterré avec un bracelet et une pièce de monnaie, ce qui a permis de dater le torque à environ 75 ans av J.C.. Il s'agit d'un des objets en or les plus élaborés de l'époque. Depuis, de nombreux objets datant de l'âge du fer ont été découverts dans les environs, mais le grand torque de Snettisham est considéré comme la découverte la plus importante par les archéologues,. Entre 1948 et 1990, environ 30 kg d'objets en or et en argent, comprenant des torques, des fragments de  torques, des pièces de monnaie et des lingots de métal sont retrouvés dans le même champ.

## Description
Le grand torque de Snattisham pèse un peu plus de 1 kg et est constitué d'électrum,. Il a été fabriqué de deux manières : des fils de métal complexes ont été regroupés en cordes et torsadés pour créer le collier en forme de croissant ; les extrémités du torque ont été coulées dans des moules avec des dessins de La Tène, puis soudées avec le reste du torque.